# Alan Yentob
Alan Yentob (Stepney, 11 marzo 1947 – 24 maggio 2025) è stato un manager e conduttore televisivo britannico, noto per essere il responsabile dei programmi di BBC Two dal 1987 al 1993, e di BBC One dal 1993 al 1996.